# Gynoplistia (Gynoplistia) nebulosa
Gynoplistia (Gynoplistia) nebulosa is een tweevleugelige uit de familie steltmuggen (Limoniidae). De soort komt voor in het Australaziatisch gebied.